# Chlorogomphus danhkyi
Chlorogomphus danhkyi — вид бабок родини Chlorogomphidae. Описаний у 2021 році.

## Етимологія
Вид названо на честь Нгуєна Дань Кая, директора національного парку Ву Куанг. 

## Поширення
Ендемік В'єтнаму. Відомий лише у типовому місцезнахдженні — національний парк Ву Куанг, провінція Хатінь на півночі країни. Виявлений на висоті 1480 м над рівнем моря.

## Опис
Цей вид відрізняється від споріденого Chlorogomphus piaoacensis (Karube, 2013), головним чином, формою чоловічих церків.